# Cmentarz mariawicki w Strykowie
Cmentarz mariawicki w Strykowie – cmentarz Kościoła Starokatolickiego Mariawitów położony w Strykowie, na terenie parafii mariawickiej w Strykowie, założony na początku XX wieku.
7 lutego 1906 roku parafia mariawitów w Strykowie rozpoczęła swoją działalność. Pierwszym jej administratorem był ks. Jan Maria Wincenty Nowakowski, a nabożeństwa odprawiane były w kaplicy urządzonej w pomieszczeniach wynajętych w domu prywatnym. W lipcu 1906 przybył do Strykowa ks. Józef Maria Leon Miłkowski, a w maju 1907 rozpoczęto budowę kościoła. Równolegle mariawici zaczęli organizowanie cmentarza grzebalnego.
Od kilku lat, 17 września każdego roku, na cmentarzu odbywają się uroczystości upamiętniające agresję radziecką w 1939 roku.
Na cmentarzu mariawickim pochowani są m.in.:
- biskup Maria Michał Sitek (1906–1970) – biskup Kościoła Starokatolickiego Mariawitów pełniący w latach 1957–1965 funkcję Biskupa Naczelnego tego Kościoła.
- siostry zakonne należące do Zgromadzenia Sióstr Mariawitek.